# Oxya guizhouensis
Oxya guizhouensis är en insektsart som beskrevs av Yin, X.-c., Hong Yin och J.-y. Zheng 2008. Oxya guizhouensis ingår i släktet Oxya och familjen gräshoppor. Inga underarter finns listade i Catalogue of Life.